# Ozothamnus bidwillii
Ozothamnus bidwillii là một loài thực vật có hoa trong họ Cúc. Loài này được (Benth.) Anderb. mô tả khoa học đầu tiên năm 1991.